# الدوري الإنجليزي لكرة القدم 2006–07
الدوري الإنجليزي لكرة القدم 2006–07 (بالإنجليزية: 2006–07 Football League)‏ هو الموسم 104 من دوري كرة القدم الإنجليزي. أشرف على تنظيمه الاتحاد الإنجليزي لكرة القدم، وكان عدد الأندية المشاركة فيه 24، وفاز فيه نادي سندرلاند.